# Ранинбек
Ранинбек (енгл. Running back), скраћено RB, позиција је у америчком фудбалу. Део је нападачке формације и налази се иза офанзивне линије. Ранинбек се односи на било коју бековску позицију, попут — халфбека, фулбека и вингбека. Главни задаци ранинбека су преузимање лопте од квотербека код трчања, хватање пасова и блокирање.